# بنیاد شاهنشاهی فرهنگستان‌های ایران
بنیاد شاهنشاهی فرهنگستان‌های ایران سازمانی پژوهشی متشکل از فرهنگستان زبان ایران (فرهنگستان دوم) و فرهنگستان ادب و هنر ایران بود. این بنیاد در ششم تیرماه ۱۳۵۳ تأسیس شد و قرار شد فرهنگستان‌های دیگر که وزارت فرهنگ و هنر ایران در آن دوران، پس از فراهم آوردن امکانات به تأسیس آن‌ها اقدام کند، جزو بنیاد شاهنشاهی فرهنگستان‌های ایران باشند.
در مصوبهٔ مجلس شورای ملی برای تأسیس بنیاد شاهنشاهی فرهنگستان‌های ایران، هدف از تأسیس آن «پیشرفت در رشته‌های گوناگون فرهنگ و هنر و دانش و شناسایی کامل فرهنگ باستانی کشور» عنوان شده بود. «تصویب بودجهٔ تفصیلیِ فرهنگستان‌ها بر اساس اعتبارات مصوب در بودجهٔ سالانهٔ کل کشور با رعایت هدف و وظایف و اختیارات آنها» از دیگر وظایف این بنیاد بود.
فرهنگستان علوم ایران یکی از فرهنگستان‌های ایران بود که در زیر چتر بنیاد شاهنشاهی فرهنگستان‌های ایران بنیاد گذارده شد.